# Марчевський Людовік Феліксович
Людовік Феліксович Марчевський (13 серпня 1882 — † ?) — полковник Армії УНР.

## Життєпис
Закінчив Миколаївське інженерне училище (1904), два класи Миколаївської інженерної академії, служив у 2-му саперному батальйоні (Вільно).
Останнє звання у російській армії — полковник.
Станом на 16 серпня 1919 р. і до жовтня 1919 р. — начальник 2-го загону панцерних потягів  Дієвої армії УНР.
Подальша доля невідома.